# Azahara Muñoz
Azahara Muñoz (Málaga), 19 november 1987) is een professioneel golfer uit Spanje.

## Amateur
Azahara Muñoz heeft een indrukwekkende amateurscarrière gehad. Op 14-jarige leeftijd won zij al het Spaans Amateur. Zij werd in 2008 o.a. tweede op het Amerikaans Amateur en werd uitgenodigd voor het Kraft Nabisco Kampioenschap op de Red Tail Golf Club, waar zij de cut haalde. 
In 2009 won zij de 107de editie van het Brits Amateur Kampioenschap. In de finale versloeg zij haar landgenote Carlota Ciganda uit Pamplona, teamgenote van haar universiteitsteam.
Muñoz studeerde twee jaar psychologie aan de Universiteit van Arizona (ASU) en speelde golf voor de 'Sun Devils'. Zij studeerde cum laude af.

### Gewonnen
O.a.
- 2002: Spaans Amateur Kampioenschap
- 2004: Brits Open voor junioren in Lanark
- 2008: NCAA Kampioen na play-off
- 2009: Brits Amateur Kampioenschap op Royal St David's Golf Club in Harlech, Wales

### Teams
- Junior Solheim Cup: 2002, 2003 en 2005

## Professional
Eind 2009 werd Muñoz professional. Zij werd door sponsors uitgenodigd voor de Madrid Ladies Masters en won deze in de play-off tegen Anna Nordqvist, waardoor zij drie jaar speelrecht kreeg voor de Europese Tour.

### Gewonnen
- 2009: Madrid Ladies Masters op de Club de Golf Retamares

### Teams
- Solheim Cup: 2011